# Lista de presidentes da Câmara Municipal de Santo André (São Paulo)
Esta é a Lista de presidentes da Câmara Municipal de Santo André, cidade localizada no estado de São Paulo, na Região do Grande ABC.

## Presidentes
| N°              | Presidente                   | Foto                   | Partido                              | Partido                                          | Início do Mandato                                                           | Fim do Mandato                                                              | Notas | Ref.          |
| --------------- | ---------------------------- | ---------------------- | ------------------------------------ | ------------------------------------------------ | --------------------------------------------------------------------------- | --------------------------------------------------------------------------- | --- | ------------- |
| 1.º             | Fioravante Zampol            |                        |                                      | Partido Social Progressista PSP                  | 1948                                                                        | 1951                                                                        | Presidente da Câmara eleito e reeleito por 3 vezes ao cargo mediante votação direta entre os demais vereadores | [ 1 ]         |
| 2.º             | Millo Camarosano             |                        |                                      | Partido Democrata Cristão PDC                    | 1952                                                                        | 1952                                                                        | Presidente da Câmara eleito por votação direta entre os demais vereadores                                      | [ 1 ]         |
| 3.º             | José Cabral Amazonas         |                        |                                      | União Democrática Nacional UDN                   | 1953                                                                        | 1953                                                                        | Presidente da Câmara eleito por votação direta entre os demais vereadores                                      | [ 1 ]         |
| 4.º             | Luiz Boschetti               |                        |                                      | Partido Democrata Cristão PDC                    | 1954                                                                        | 1954                                                                        | Presidente da Câmara eleito por votação direta entre os demais vereadores                                      | [ 1 ]         |
| 5.º             | Bruno José Daniel            |                        |                                      | Partido Democrata Cristão PDC                    | 1955                                                                        | 1955                                                                        | Presidente da Câmara eleito por votação direta entre os demais vereadores                                      | [ 2 ]         |
| 6.º             | José Benedito de Castro      |                        |                                      | Partido Social Progressista PSP                  | 1956                                                                        | 1957                                                                        | Presidente da Câmara eleito e reeleito por votação direta entre os demais vereadores                           | [ 1 ]         |
| 7.º             | Pedro Cristófaro             |                        |                                      | Partido Socialista Brasileiro PSB                | 1958                                                                        | 1958                                                                        | Presidente da Câmara eleito por votação direta entre os demais vereadores                                      | [ 1 ]         |
| 8.º             | Affonso Maria Zanei          |                        |                                      | Partido Social Democrático PSD                   | 1959                                                                        | 1959                                                                        | Presidente da Câmara eleito por votação direta entre os demais vereadores                                      | [ 1 ]         |
| 9.º             | Bruno José Daniel            |                        |                                      | Partido Democrata Cristão PDC                    | 1960                                                                        | 1960                                                                        | Presidente da Câmara eleito por votação direta entre os demais vereadores                                      | [ 2 ]         |
| 10.º            | Cid Fláquer Scartezzini      |                        |                                      | Partido Social Progressista PSP                  | 1961                                                                        | 1961                                                                        | Presidente da Câmara eleito por votação direta entre os demais vereadores                                      | [ 1 ]         |
| 11.º            | Bruno José Daniel            |                        |                                      | Partido Democrata Cristão PDC                    | 1962                                                                        | 1962                                                                        | Presidente da Câmara eleito por votação direta entre os demais vereadores                                      | [ 2 ]         |
| 12.º            | José Benedito de Castro      |                        |                                      | Partido Social Progressista PSP                  | 1963                                                                        | 1963                                                                        | Presidente da Câmara eleito por votação direta entre os demais vereadores                                      | [ 1 ]         |
| 13.º            | João Antonio Cara Valentin   |                        |                                      | Partido Trabalhista Nacional PTN                 | 1964                                                                        | 1964                                                                        | Presidente da Câmara eleito por votação direta entre os demais vereadores                                      | [ 1 ]         |
| 14.º            | José Cabral Amazonas         |                        |                                      | Partido Social Progressista PSP                  | 1965                                                                        | 1966                                                                        | Presidente da Câmara eleito e reeleito por votação direta entre os demais vereadores                           | [ 1 ]         |
| 15.º            | João Antonio Cara Valentin   |                        |                                      | Aliança Renovadora Nacional ARENA                | 1967                                                                        | 1967                                                                        | Presidente da Câmara eleito por votação direta entre os demais vereadores                                      | [ 1 ]         |
| 16.º            | Antonio Ferrreira dos Santos |                        |                                      | Aliança Renovadora Nacional ARENA                | 1968                                                                        | 1969                                                                        | Presidente da Câmara eleito e reeleito por votação direta entre os demais vereadores                           | [ 1 ]         |
| 17.º            | Antonio Maria Filho          |                        |                                      | Aliança Renovadora Nacional ARENA                | 1970                                                                        | 1970                                                                        | Presidente da Câmara eleito por votação direta entre os demais vereadores                                      | [ 1 ]         |
| Mandato Bianual |                              |                        |                                      |                                                  |                                                                             |                                                                             | |               |
| 18.º            | Affonso Maria Zanei          |                        |                                      | Aliança Renovadora Nacional ARENA                | 1971                                                                        | 1972                                                                        | Presidente da Câmara eleito por votação direta entre os demais vereadores                                      | [ 3 ]         |
| 19.º            | Antonio Maria Filho          |                        |                                      | Aliança Renovadora Nacional ARENA                | 1973                                                                        | 1974                                                                        | Presidente da Câmara eleito por votação direta entre os demais vereadores                                      | [ 4 ]         |
| 20.º            | Norberto Augusto Fernandes   |                        |                                      | Aliança Renovadora Nacional ARENA                | 1975                                                                        | 1976                                                                        | Presidente da Câmara eleito por votação direta entre os demais vereadores                                      | [ 5 ]         |
| 21.º            | Belarmino Maximiano          |                        |                                      | Movimento Democrático Brasileiro MDB             | 1977                                                                        | 1978                                                                        | Presidente da Câmara eleito por votação direta entre os demais vereadores                                      | [ 6 ]         |
| 22.º            | André Justo Mascotto         |                        |                                      | Movimento Democrático Brasileiro MDB             | 1979                                                                        | 1980                                                                        | Presidente da Câmara eleito por votação direta entre os demais vereadores                                      | [ 7 ]         |
| 23.º            | Emílio Pires Magalhães       |                        |                                      | Partido Democrático Social PDS                   | 1981                                                                        | 1982                                                                        | Presidente da Câmara eleito por votação direta entre os demais vereadores                                      | [ 8 ]         |
| 24.º            | José Nanci                   |                        |                                      | Partido dos Trabalhadores PT                     | 1983                                                                        | 1984                                                                        | Presidente da Câmara eleito por votação direta entre os demais vereadores                                      | [ 9 ]         |
| 25.º            | Antenor Biolcatti            |                        |                                      | Partido do Movimento Democrático Brasileiro PMDB | 1985                                                                        | 1986                                                                        | Presidente da Câmara eleito por votação direta entre os demais vereadores                                      | [ 10 ]        |
| 26.º            | Antonio Maria Filho          |                        |                                      | Partido Trabalhista Brasileiro PTB               | 1987                                                                        | 1988                                                                        | Presidente da Câmara eleito por votação direta entre os demais vereadores                                      | [ 11 ]        |
| 27.º            | Luiz Carlos da Silva         |                        |                                      | Partido dos Trabalhadores PT                     | 1989                                                                        | 1990                                                                        | Presidente da Câmara eleito por votação direta entre os demais vereadores                                      | [ 12 ] [ 13 ] |
| 28.º            | Franco Masiero               |                        |                                      | Partido Trabalhista Brasileiro PTB               | 1.º de janeiro de 1991                                                      | 31 de dezembro de 1992                                                      | Presidente da Câmara eleito por votação direta entre os demais vereadores                                      | [ 14 ] [ 15 ] |
| 28.º            | Franco Masiero               | 1.º de janeiro de 1993 | 31 de dezembro de 1994               | Partido Trabalhista Brasileiro PTB               | Presidente da Câmara reeleito por votação direta entre os demais vereadores |                                                                             | | [ 14 ] [ 15 ] |
| 29.º            | Joaquim dos Santos           |                        |                                      | Partido Trabalhista Brasileiro PTB               | 1.º de janeiro de 1995                                                      | 31 de dezembro de 1996                                                      | Presidente da Câmara eleito por votação direta entre os demais vereadores                                      | [ 16 ] [ 17 ] |
| 30.º            | Vanderlei Siraque            |                        |                                      | Partido dos Trabalhadores PT                     | 1.º de janeiro de 1997                                                      | 31 de dezembro de 1998                                                      | Presidente da Câmara eleito por votação direta entre os demais vereadores                                      | [ 18 ]        |
| 31.º            | Israel Santana               |                        |                                      | Partido da Frente Liberal PFL                    | 1.º de janeiro de 1999                                                      | 31 de dezembro de 2000                                                      | Presidente da Câmara eleito por votação direta entre os demais vereadores                                      | [ 19 ]        |
| 32.º            | Carlinhos Augusto            |                        |                                      | Partido dos Trabalhadores PT                     | 1.º de janeiro de 2001                                                      | 31 de dezembro de 2002                                                      | Presidente da Câmara eleito por votação direta entre os demais vereadores                                      | [ 20 ]        |
| 33.ª            | Ivete Garcia                 |                        |                                      | Partido dos Trabalhadores PT                     | 1.º de janeiro de 2003                                                      | 31 de dezembro de 2004                                                      | Presidente da Câmara eleita por votação direta entre os demais vereadores                                      | [ 21 ]        |
| 34.º            | Luiz Zacarias                |                        |                                      | Partido Trabalhista Brasileiro PTB               | 1.º de janeiro de 2005                                                      | 31 de dezembro de 2006                                                      | Presidente da Câmara eleito por votação direta entre os demais vereadores                                      | [ 22 ]        |
| 35.º            | José Montoro Filho           |                        |                                      | Partido dos Trabalhadores PT                     | 1.º de janeiro de 2007                                                      | 31 de dezembro de 2008                                                      | Presidente da Câmara eleito por votação direta entre os demais vereadores                                      | [ 23 ]        |
| 36.º            | Sargento Juliano             |                        |                                      | Partido do Movimento Democrático Brasileiro PMDB | 1.º de janeiro de 2009                                                      | 31 de dezembro de 2010                                                      | Presidente da Câmara eleito por votação direta entre os demais vereadores                                      | [ 24 ]        |
| 37.º            | José Francisco de Araujo     |                        |                                      | Partido do Movimento Democrático Brasileiro PMDB | 1.º de janeiro de 2011                                                      | 31 de dezembro de 2012                                                      | Presidente da Câmara eleito por votação direta entre os demais vereadores                                      | [ 25 ]        |
| 38.º            | Donizeti Pereira             |                        |                                      | Partido Verde PV                                 | 1.º de janeiro de 2013                                                      | 31 de dezembro de 2014                                                      | Presidente da Câmara eleito por votação direta entre os demais vereadores                                      | [ 26 ]        |
| 39.º            | Ronaldo de Castro            |                        |                                      | Partido Trabalhista Brasileiro PTB               | 1.º de janeiro de 2015                                                      | 31 de dezembro de 2016                                                      | Presidente da Câmara eleito por votação direta entre os demais vereadores                                      | [ 27 ] [ 28 ] |
| 40.º            | Almir Cicote                 |                        |                                      | Avante                                           | 1.º de janeiro de 2017                                                      | 31 de dezembro de 2018                                                      | Presidente da Câmara eleito por votação direta entre os demais vereadores                                      | [ 29 ]        |
| 41.º            | Pedrinho Botaro              |                        |                                      | Partido da Social Democracia Brasileira PSDB     | 1.º de janeiro de 2019                                                      | 31 de dezembro de 2020                                                      | Presidente da Câmara eleito por votação direta entre os demais vereadores                                      | [ 30 ]        |
| 41.º            | Pedrinho Botaro              | 1.º de janeiro de 2021 | 31 de dezembro de 2022               | Partido da Social Democracia Brasileira PSDB     | Presidente da Câmara reeleito por votação direta entre os demais vereadores | [ 31 ]                                                                      | |               |
| 42.º            | Carlos Ferreira              |                        |                                      | Republicanos REP                                 | 1.º de janeiro de 2023                                                      | 31 de dezembro de 2024                                                      | Presidente da Câmara eleito por votação direta entre os demais vereadores                                      | [ 32 ]        |
| 42.º            | Carlos Ferreira              |                        | Movimento Democrático Brasileiro MDB | 1.º de janeiro de 2025                           | atualidade                                                                  | Presidente da Câmara reeleito por votação direta entre os demais vereadores | [ 33 ] |               |